# サタデーおじゃま商店
サタデーおじゃま商店（サタデーおじゃましょうてん）は、2008年4月5日から2009年3月28日までIBC岩手放送で放送されたラジオ番組である。

## 放送時間
土曜 11:40 - 13:00

## 概要
IBCのアナウンサー神山浩樹が毎週スタジオを飛び出し、岩手県内各地の商店街をマイク片手にアポ無しで訪ね歩きながら生放送を行う番組である（12:15頃に『ハッピートークさわやか新婚さん』を内含していたが、そちらは2008年9月27日を以て終了）。
前番組『神山浩樹のサタデーまねき猫』とは異なり、当番組ではアシスタントが付かず、神山一人による放送となっている（但し出張DJの場合はIBCラジオカー684のレポートドライバーがアシスタントとして出演する事がある）。また当番組に内含されている正午の岩手日報IBCニュースは枠が以前の5分から10分に戻され、神山とニュース担当アナとのクロストークも無くなった為、土曜正午のニュースは実質独立番組となっている。
当番組は「SOS(Saturday Ojama Shouten)」という略称があり、ジングルにはピンク・レディーのヒット曲「S・O・S」の一節が使用されている。
二戸地区のIBCラジオ難聴取対策として、カシオペアFMでも再送信されていた。